# Un cœur invaincu
Pour plus de détails, voir Fiche technique et Distribution.
Un cœur invaincu (A Mighty Heart) est un film américano-britannique sorti en 2007, adaptation du livre homonyme (en) de Mariane Pearl à laquelle le réalisateur, Michael Winterbottom, a ajouté quelques éléments d'informations après enquête pendant la préparation du film auprès des principaux acteurs du drame.

## Synopsis
Le film est un compte rendu détaillé des recherches et enquêtes menées au sujet de l'enlèvement et l'exécution de Daniel Pearl en 2002. La narration est centrée sur le personnage de son épouse Mariane Pearl, en particulier pendant la période de captivité de son époux.
Daniel Pearl fut enlevé par des soutiens du cheikh Omar, qui revendiqua la responsabilité de l'enlèvement et la décapitation de Daniel Pearl en 2002. Après avoir été capturé et condamné à mort par pendaison, il a fait appel de sa condamnation.
Le film témoigne aussi des efforts d'une partie des autorités pakistanaises et du Diplomatic Security Service du département d'État des États-Unis pour poursuivre les ravisseurs et les présenter à la justice.

## Fiche technique
- Titre original : A Mighty Heart
- Titre francophone : Un cœur invaincu
- Réalisation : Michael Winterbottom
- Scénario : Michael Winterbottom et Laurence Coriat, d'après l'ouvrage Un cœur invaincu (en) de Mariane Pearl
- Musique : Harry Escott et Molly Nyman
- Photographie : Marcel Zyskind (de)
- Montage : Peter Christelis
- Production : Brad Pitt, Andrew Eaton (en) et Dede Gardner
- Sociétés de production : Plan B Entertainment, Revolution Films (en), Paramount Vantage
- Pays d'origine :  États-Unis et  Royaume-Uni
- Langue originale : Anglais
- Format : Couleur - 2.35:1 Cinemascope - Dolby Digital
- Genre : Drame
- Durée : 108 minutes[2]
- Dates de sorties :
  - États-Unis : 22 juin 2007
  - France : 19 septembre 2007

## Distribution

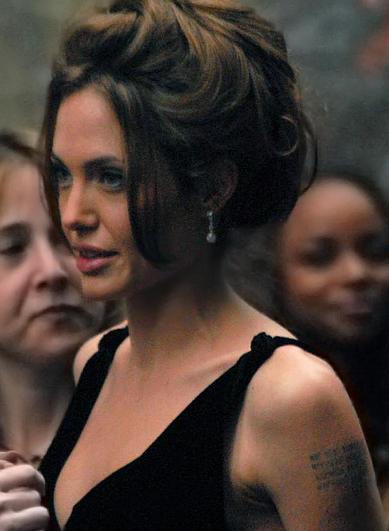
Angelina Jolie à la première new-yorkaise du film, en juin 2007.

- Angelina Jolie (VF : Françoise Cadol) : Mariane Pearl
- Jillian Armenante : Maureen Platt
- Zachary Coffin : Matt McDowell
- Dan Futterman (VF : Guillaume Lebon) : Daniel Pearl
- Demetri Goritsas : John Skelton
- Mikail Lotia : Hasan
- Denis O'Hare : Bussey
- Archie Panjabi (VF : Virginie Méry) : Asra Q. Nomani
- Will Patton : Randall
- Gary Wilmes (VF : Fabien Jacquelin) : Steve LeVine
- Sajid Hasan : Zubair
- Adnan Siddiqui : Dost Aliani
- Alyy Khan : Omar / Bashir
- Irfan Khan : le capitaine
- Azfar Ali : le petit ami d'Asra